# Sistema obert (teoria de sistemes)

El sistema obert té fluxos d'entrada i de sortida, el que representa intercanvi de matèria, energia o informació amb el seu entorn.

Un sistema està obert quan es produeix un intercanvi amb l'exterior del sistema (de matèria, energia...). La majoria de sistemes tenen intercanvis amb l'exterior, és a dir, amb altres sistemes de la mateixa o diferent dimensió.
Des d'un punt de vista energètic els ecosistemes són sistemes oberts, ja que hi ha una entrada i sortida d'energia. En el nostre cas, l'energia arriba principalment a través del sol i es perd en forma de calor.